# Maximinus 1. Thrax
Gaius Julius Verus Maximinus (ca. 173 – maj 238, kendt som Maximinus I Thrax, var romersk soldaterkejser i årene 235 – 238. Tilnavnet Trax betyder thrakeren.

## Historie
Maximinius, hvis baggrund kun er dårligt oplyst, skal have været bondesøn, og var den første ”barbar” (født i Thrakien eller nedre Møsien (nu Bulgarien), som vandt kejsermagten. Han tjente sig op gennem graderne som professionel soldat, avancerede under Septimius Severus og viste sig længe loyal over for hans slægt. Under den stigende opposition mod Alexander Severus gik han imidlertid (frivilligt eller ved pres) i spidsen for mytteriet der førte til dennes død og udråbtes derpå til kejser marts 235.
I sine tre regeringsår førte Maximinus udelukkende regeringen fra fronten i Tyskland og opholdt sig aldrig i Rom. Gennem en række dristige aktioner mod germanerne vandt han flere betydelige men ikke afgørende sejre. Derimod førte hærens stadige pengekrav til voldsomme skattepålæg og overgreb, der i samtidige kilder skildres som regulær udplyndring af civilbefolkningen. Al modstand blev slået hårdt ned af kejserens støtter i Rom.
Spændingen førte til sidst til åbent oprør i store dele af landet. En stor opstand i Nordafrika (af Gordian-slægten) blev knust af lokale generaler, men førtes videre i Italien af Senatet som herved hævdede sig sidste gang som politisk magt. Da Maximinus invaderede Italien for at slå oprøret ned, kørte han fast under belejringen af byen Aquileia og myrdedes ved et nyt mytteri af utilfredse soldater sammen med sin søn og tronfølger.
Maximinus skildres i samtidige (partiske) kilder som tapper og fysisk stærk, men brutal og primitiv. Omfanget af voldsstyret lader sig ikke påvise, men han var i alle tilfælde den første kejser i det egentlige soldateranarki.